# Ishigakia nigra
Ishigakia nigra är en stekelart som beskrevs av Wang 1983. Ishigakia nigra ingår i släktet Ishigakia och familjen brokparasitsteklar. Inga underarter finns listade i Catalogue of Life.